# Corneliskondre
Corneliskondre este un sat din districtul Sipaliwini, Surinam. Are un dispensar.